# Ambillou-Château
Ambillou-Château és un municipi francès situat al departament de Maine i Loira i a la regió de País del Loira. L'any 2007 tenia 909 habitants.

## Demografia

### Població
El 2007 la població de fet d'Ambillou-Château era de 909 persones. Hi havia 355 famílies de les quals 88 eren unipersonals (31 homes vivint sols i 57 dones vivint soles), 130 parelles sense fills, 126 parelles amb fills i 11 famílies monoparentals amb fills.
La població ha evolucionat segons el següent gràfic:
Habitants censats

### Habitatges
El 2007 hi havia 416 habitatges, 361 eren l'habitatge principal de la família, 25 eren segones residències i 29 estaven desocupats. 372 eren cases i 38 eren apartaments. Dels 361 habitatges principals, 237 estaven ocupats pels seus propietaris, 121 estaven llogats i ocupats pels llogaters i 3 estaven cedits a títol gratuït; 15 tenien una cambra, 30 en tenien dues, 64 en tenien tres, 81 en tenien quatre i 171 en tenien cinc o més. 231 habitatges disposaven pel capbaix d'una plaça de pàrquing. A 146 habitatges hi havia un automòbil i a 173 n'hi havia dos o més.

### Piràmide de població
La piràmide de població per edats i sexe el 2009 era:
| Homes | Edats   | Dones |
| ----- | ------- | ----- |
| 0     | 95 o +  | 4     |
| 4     | 90 a 94 | 0     |
| 4     | 85 a 89 | 12    |
| 8     | 80 a 84 | 0     |
| 12    | 75 a 79 | 28    |
| 20    | 70 a 74 | 24    |
| 24    | 65 a 69 | 12    |
| 20    | 60 a 64 | 16    |
| 20    | 55 a 59 | 24    |
| 36    | 50 a 54 | 16    |
| 28    | 45 a 49 | 44    |
| 20    | 40 a 44 | 16    |
| 32    | 35 a 39 | 20    |
| 36    | 30 a 34 | 24    |
| 28    | 25 a 29 | 28    |
| 56    | 20 a 24 | 8     |
| 28    | 15 a 19 | 32    |
| 24    | 10 a 14 | 8     |
| 28    | 5 a 9   | 24    |
| 28    | 0 a 4   | 20    |

## Economia
El 2007 la població en edat de treballar era de 536 persones, 405 eren actives i 131 eren inactives. De les 405 persones actives 366 estaven ocupades (209 homes i 157 dones) i 38 estaven aturades (13 homes i 25 dones). De les 131 persones inactives 54 estaven jubilades, 39 estaven estudiant i 38 estaven classificades com a «altres inactius».

### Ingressos
El 2009 a Ambillou-Château hi havia 372 unitats fiscals que integraven 976,5 persones, la mediana anual d'ingressos fiscals per persona era de 14.134 €.

### Activitats econòmiques
Dels 44 establiments que hi havia el 2007, 1 era d'una empresa alimentària, 4 d'empreses de fabricació d'altres productes industrials, 7 d'empreses de construcció, 11 d'empreses de comerç i reparació d'automòbils, 2 d'empreses de transport, 3 d'empreses d'hostatgeria i restauració, 2 d'empreses financeres, 3 d'empreses de serveis, 8 d'entitats de l'administració pública i 3 d'empreses classificades com a «altres activitats de serveis».
Dels 12 establiments de servei als particulars que hi havia el 2009, 1 era una oficina de correu, 2 tallers de reparació d'automòbils i de material agrícola, 2 guixaires pintors, 2 fusteries, 1 lampisteria, 2 electricistes i 2 perruqueries.
Dels 4 establiments comercials que hi havia el 2009, 1 era una botiga de menys de 120 m², 1 una fleca, 1 un drogueria i 1 una floristeria.
L'any 2000 a Ambillou-Château hi havia 36 explotacions agrícoles que ocupaven un total de 1.530 hectàrees.

## Equipaments sanitaris i escolars
El 2009 hi havia 1 escola elemental i 1 escola elemental integrada dins d'un grup escolar amb les comunes properes formant una escola dispersa.

## Poblacions més properes
El següent diagrama mostra les poblacions més properes.